# Amto-Musantalen
Amto-Musan is een kleine taalfamilie op Papoea-Nieuw-Guinea, die deel uitmaakt van de Papoeatalen. De familie bestaat uit slechts twee onderling niet verstaanbare talen, Amto en Musan, die in de provincie Sandaun (Papoea-Nieuw-Guinea) gesproken worden.
Er is (nog) geen etymologische link met andere talen bekend.